# Eri Tosaka
Eri Tosaka (30 d'agost de 1993) és una lluitadora professional del Japó. Competeix en la divisió de 48kg, on va guanyar la medalla als mundials de lluita de 2012. Va millorar el seu rànquing el 2013, en guanyar el Campionat Mundial de Lluita, obtenint la medalla d'or després de derrotar Mayelis Caripá, de Veneçuela.

## Campionats i reconeixements
- Esports de Tòquio
  - Premi especial (2013, 2014, 2015)[2][3][4]